# Doctor of Veterinary Medicine
O Doctor of Veterinary Medicine - DVM ou V.M.D.  (em português:  Doutor de Medicina Veterinária )  é tradicionalmente entendido como um doutorado profissional, obtido nos Estados Unidos, Canadá e Austrália e em outros países com tradição da common law , é o título para se tornar um Médico Veterinário, No sistema de alguns desses países, pode ser compreendido como o primeiro grau profissional, entendido como equivalente ao bacharelado no Brasil. 